# Sebastiano Conca
Pour les articles homonymes, voir Conca (homonymie).
Sebastiano Conca dit « il Cavaliere » (né en 1680 à Gaète, dans le royaume de Naples et mort en 1764 à Naples) est un peintre italien de l'école napolitaine.

## Biographie
Aîné de dix enfants, Sebastiano Conca est formé à l'école napolitaine de Francesco Solimena. En 1706, il part à Rome avec son frère Giovanni, qui lui sert d'assistant.
Il est patronné par le cardinal Pietro Ottoboni, qui le présente au pape Clément XI et peint un Jérémie pour la basilique Saint-Jean-de-Latran. Sa réalisation romaine la plus impressionnante reste le plafond de l'église Santa Cecilia in Trastevere, entre 1721 et 1724.
En 1710, il fonde une académie de peinture à son domicile, qui attire des élèves de toute l'Europe, parmi lesquels Pompeo Batoni, le Sicilien Olivio Sozzi, Giuseppe Tresca (it) et Carlo Maratta et des Tyroliens, comme le fresquiste Johann Jakob Zeiller. Sa renommée grandit rapidement et il reçoit le patronage de la plupart des têtes couronnées d'Europe. En 1729, il entre à l'Accademia di San Luca, dont il prend la direction à deux périodes.
Après un bref séjour à la cour de Savoie, à Turin, il retourne à Naples en 1751. C'est de cette période que remontent les tableaux pour Saint-Pierre-Martyr et pour Sainte-Claire qui marquent son passage de la manière classicisante à un baroque voyant et fastueux propre à la peinture napolitaine de l'époque.
Le neveu de Conca, Tommaso, a lui aussi connu une certaine célébrité comme peintre.

## Œuvres
- L'Adoration des bergers, v. 1710, J. Paul Getty Museum.
- l'Adoration des bergers (1720) et Probatica Piscina pour l'église della Santissima Annunziata de Sienne.
- La Glorification de sainte Cécile (1724), huile sur toile, 100 × 50 cm, appartements royaux, palais Pitti, Florence. Elle devait servir de carton à la fresque du plafond de l'église Sainte-Cécile de Rome. Elle fut offerte au duc de Parme[6].
- La Naissance de la Vierge (1732).
- Piscina Probatica. Piscine Probatique : miracle de Jésus sur le paralytique. Gigantesque fresque peinte sur la paroi concave de l’abside en 1731-1732. Église de la Santissima Annunziata (Sienne) (it) (Ospedale di Santa Maria della Scala) in piazza Duomo[7].
- Sainte Cécile, 1733, huile sur cuivre, signée sur la partition de musique, collection privée, vente Tajan 14-12-2006[8].
- Le Christ mort, 1733, huile sur toile, cathédrale Saint-Jean de Besançon.
- Madone apparaissant à Élie, église Santa Maria del Carmine alle Tre Cannelle de Rome.
- Borée enlevant Orithyie, 1715-1730, Musée du Louvre[9].
- Mariage de sainte Catherine, 1701-1750, huile sur papier marouflé sur toile, musée des Augustins de Toulouse.
- Vénus et Vulcain, (attribué à), après 1704, huile sur toile, musée des Augustins de Toulouse.

### Peintures

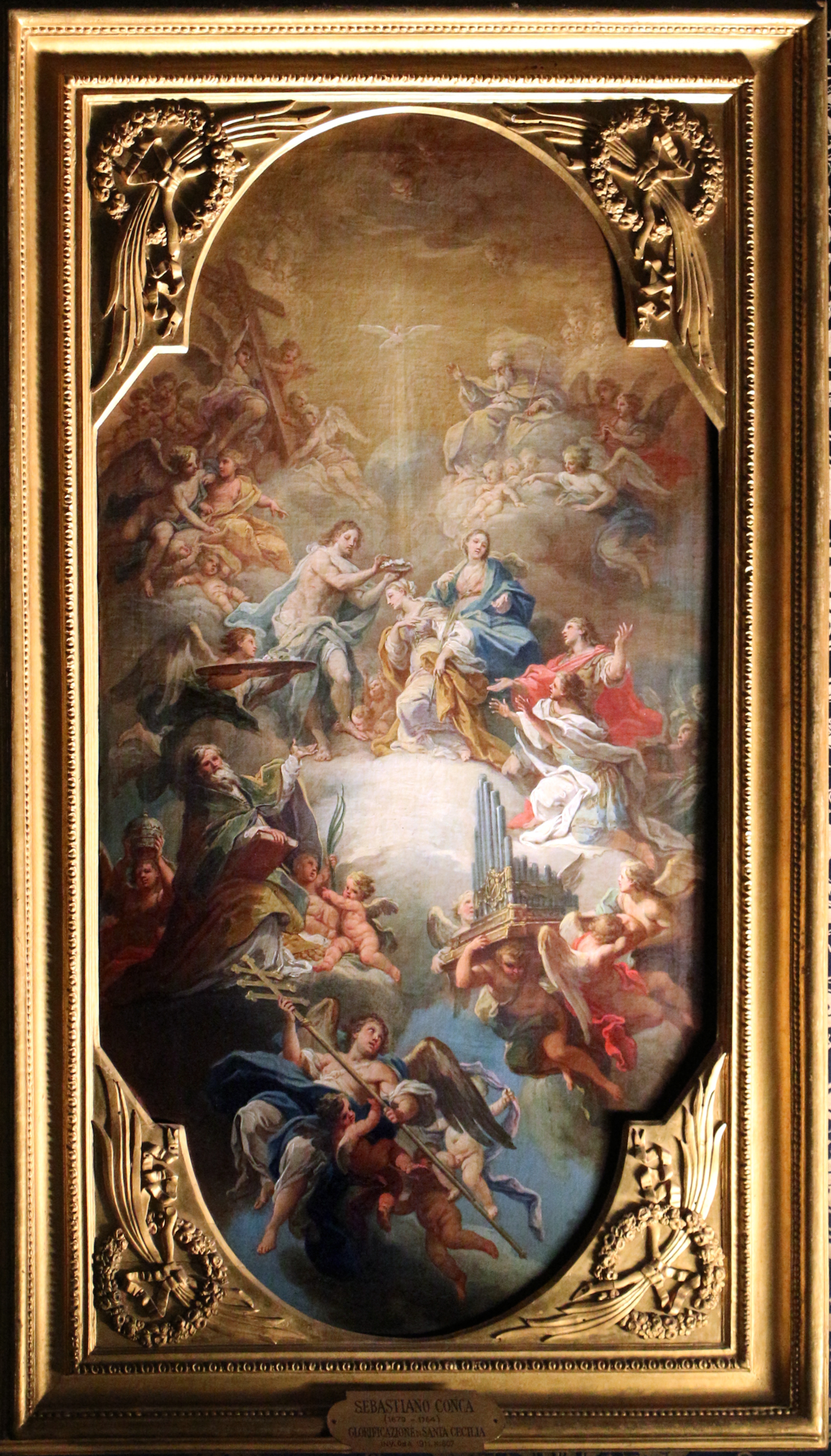
Gloire de sainte Cécile, appartements royaux - Camera della Regina, Palais Pitti.
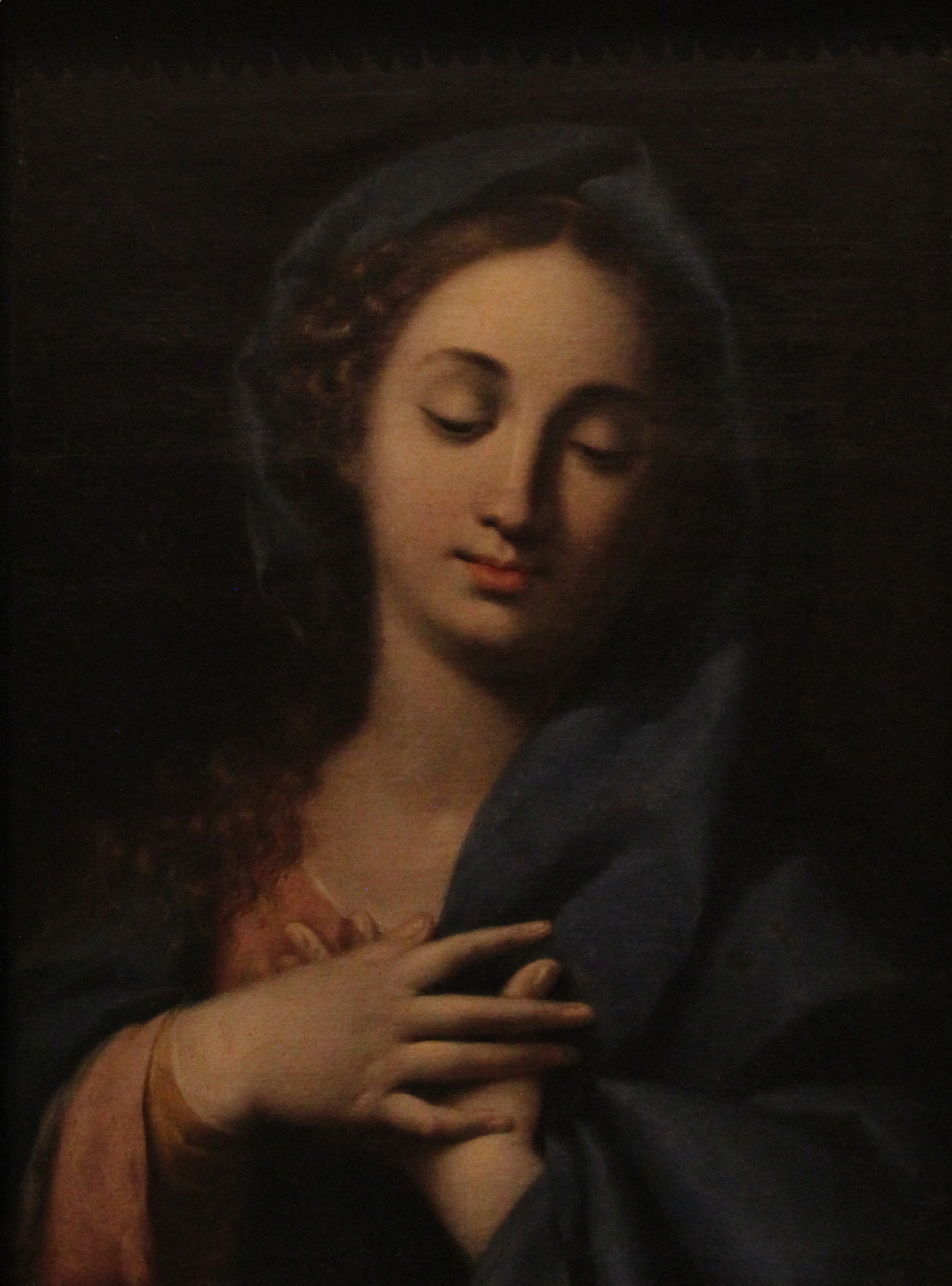
Œuvre de la Vierge, Pinacothèque vaticane.
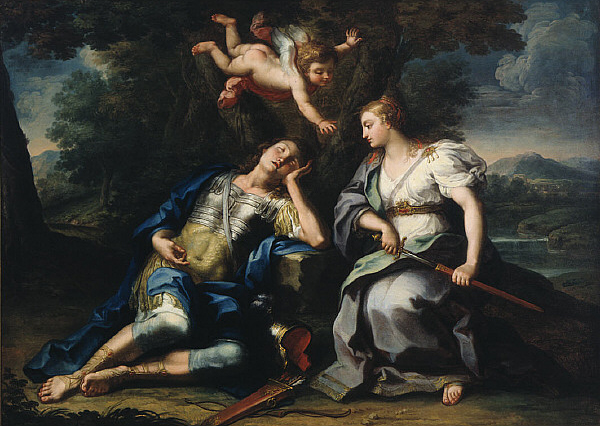
Rinaldo et Armida, 1725, Musée d'Art de Saint-Louis.
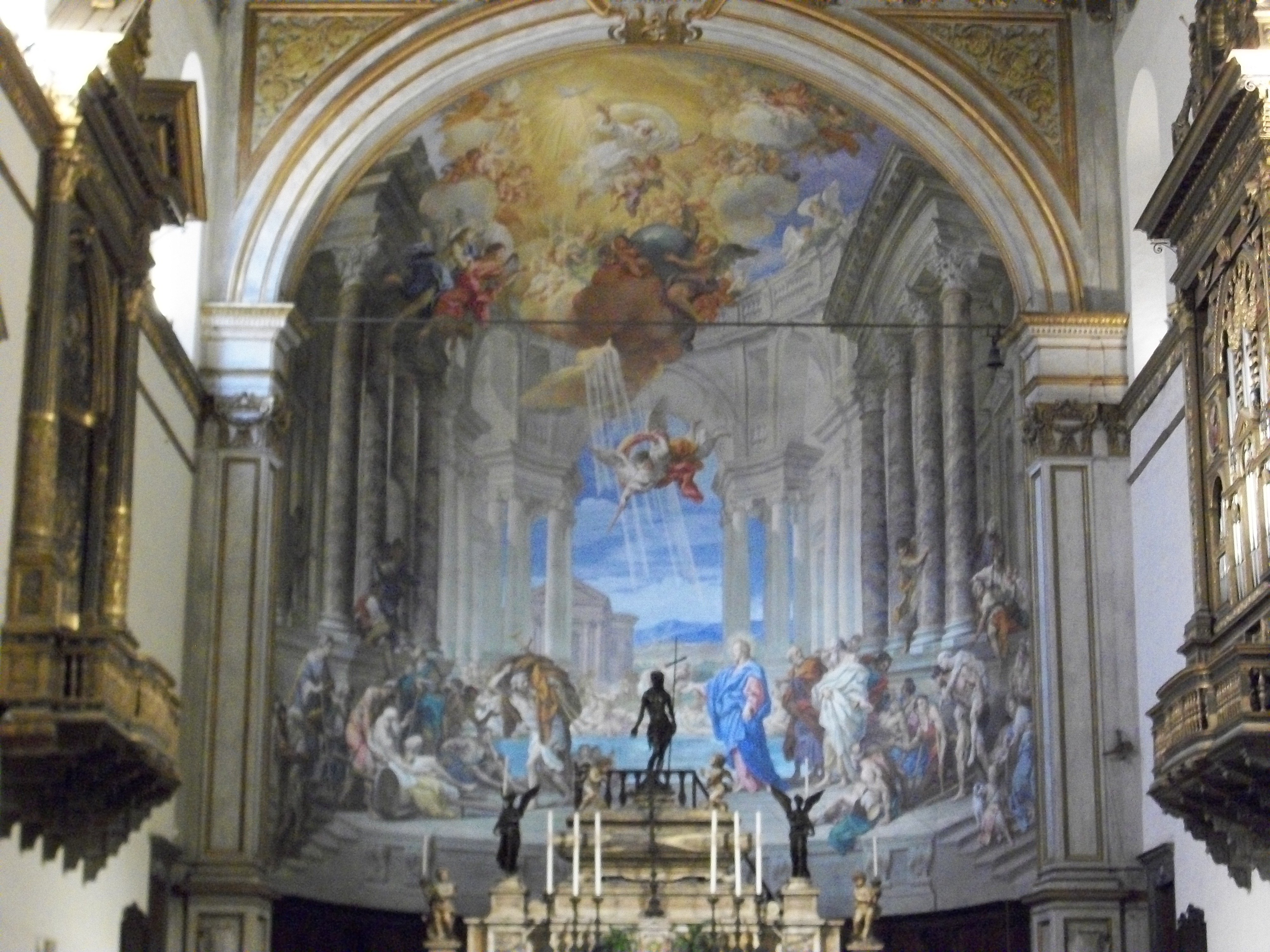
Piscine Probatica, 1731-1732, Sienne.
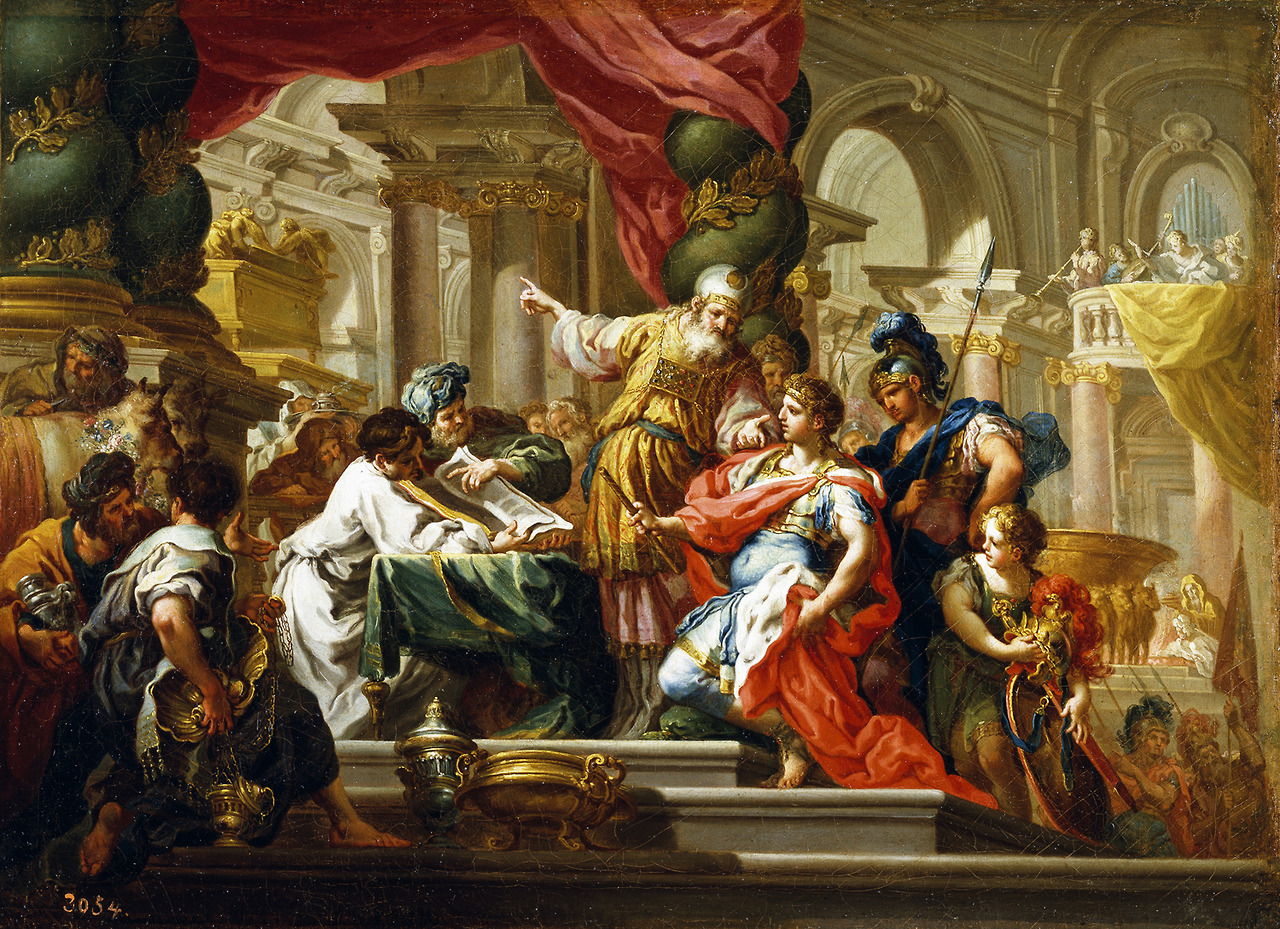
Alexandre le Grand dans le Temple de Jérusalem, 1736, Musée du Prado.
Vénus et Vulcain, Sebastiano Conca (attribué à), 1704 apr., musée des Augustins, Toulouse
Mariage de sainte Catherine, Sebastiano Conca, 1701-1750, musée des Augustins, Toulouse

### Dessins

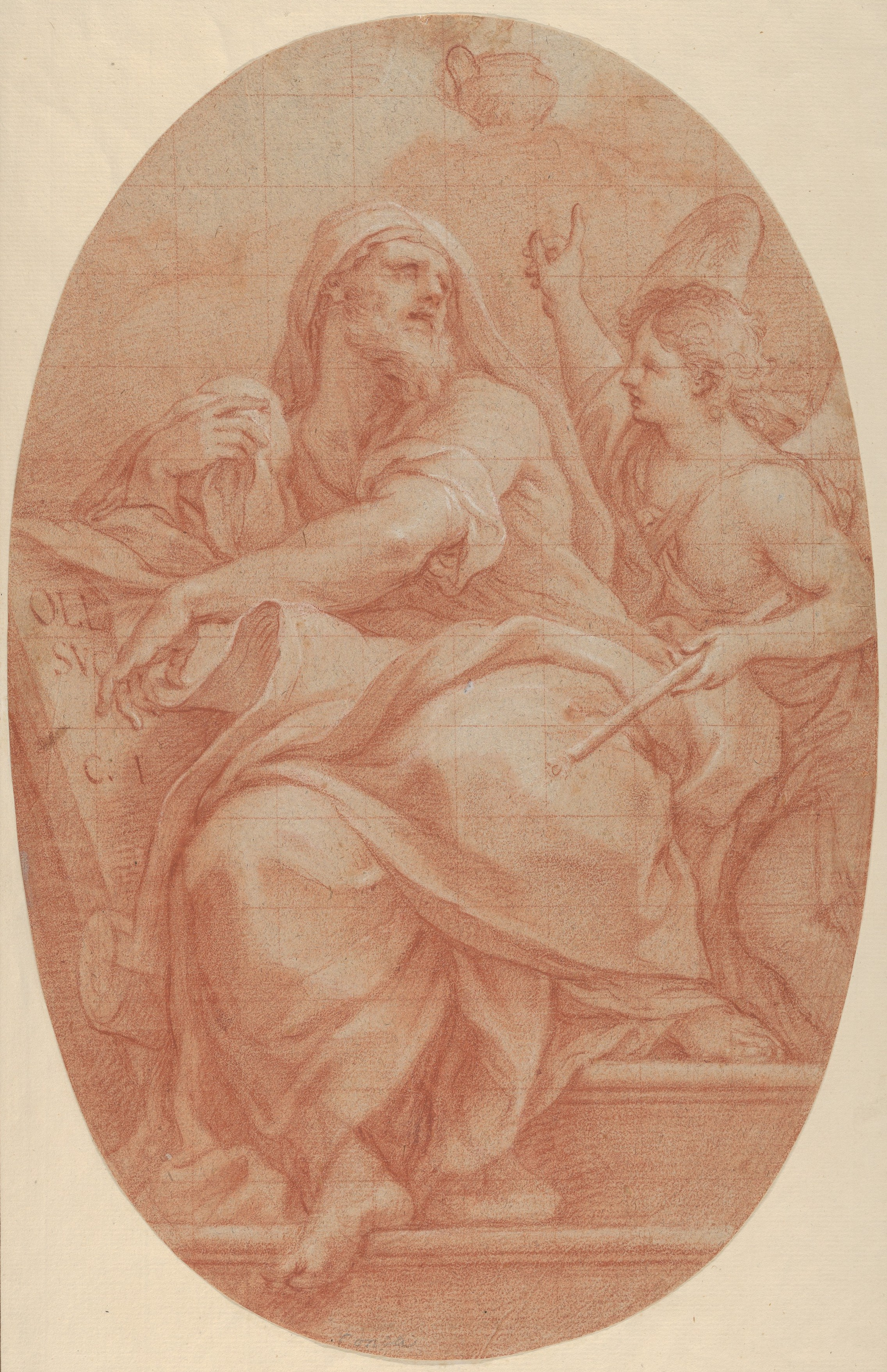
Le prophète Jérémie, 1718, Metropolitan Museum of Art.
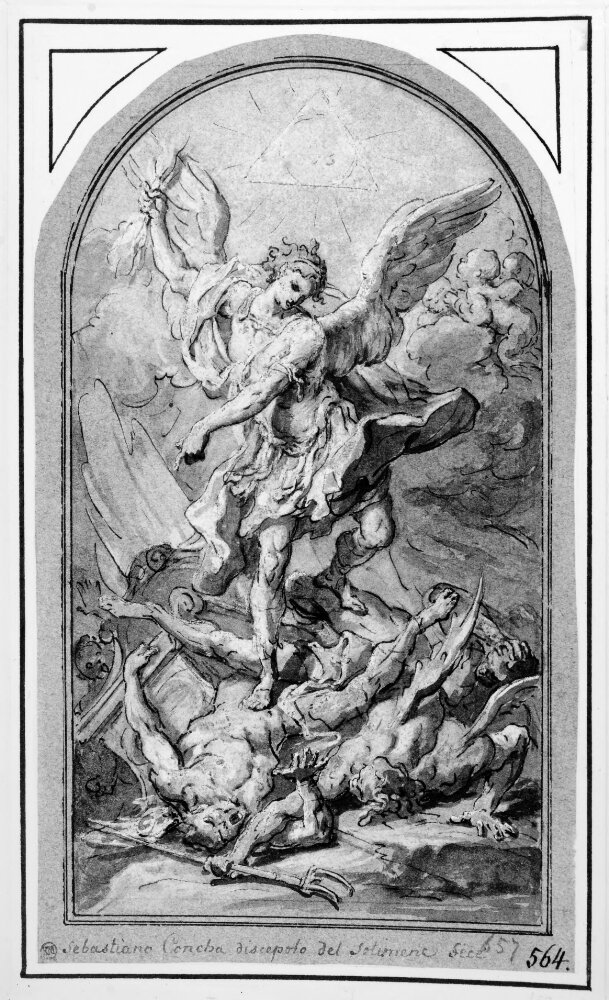
Saint Michel, Nationalmuseum Stockholm.
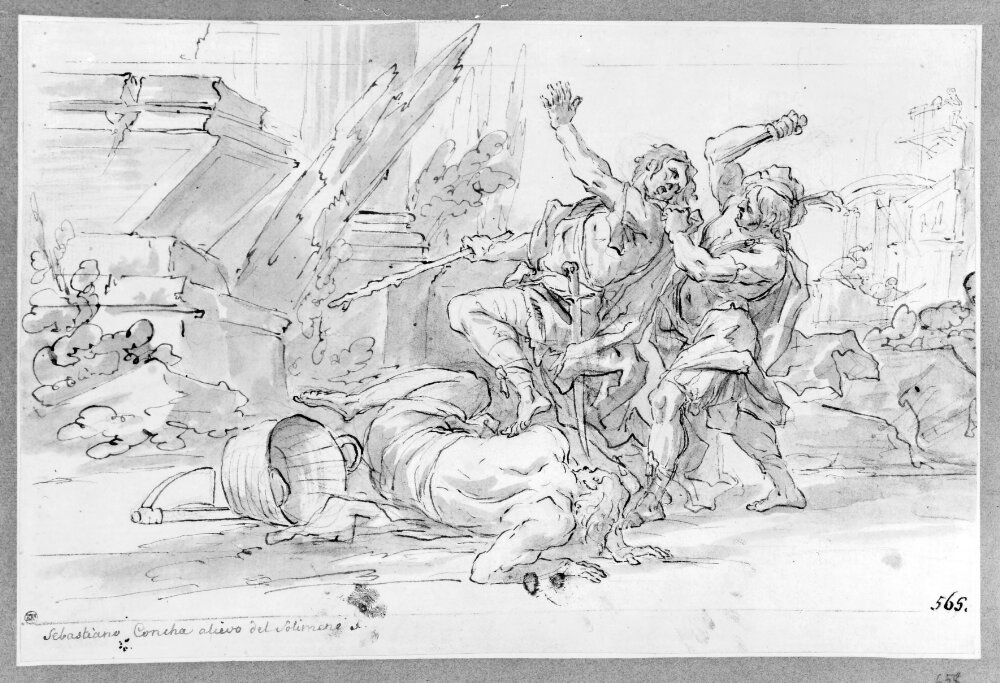
Moïse défend les filles de Jéthro, Nationalmuseum Stockholm.
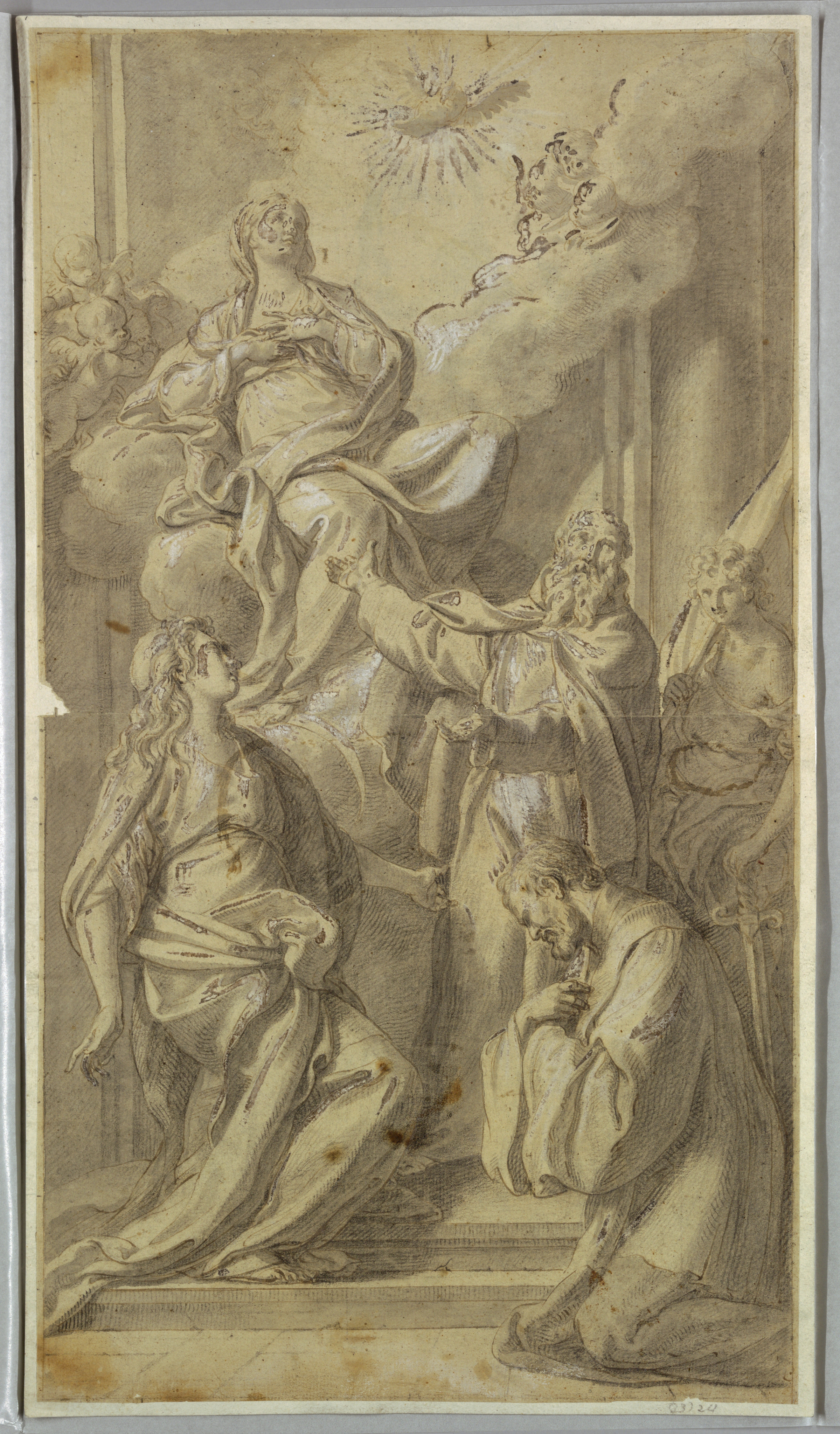
Vierge et Saints v. 1730, Cooper–Hewitt, Smithsonian Design Museum New York.
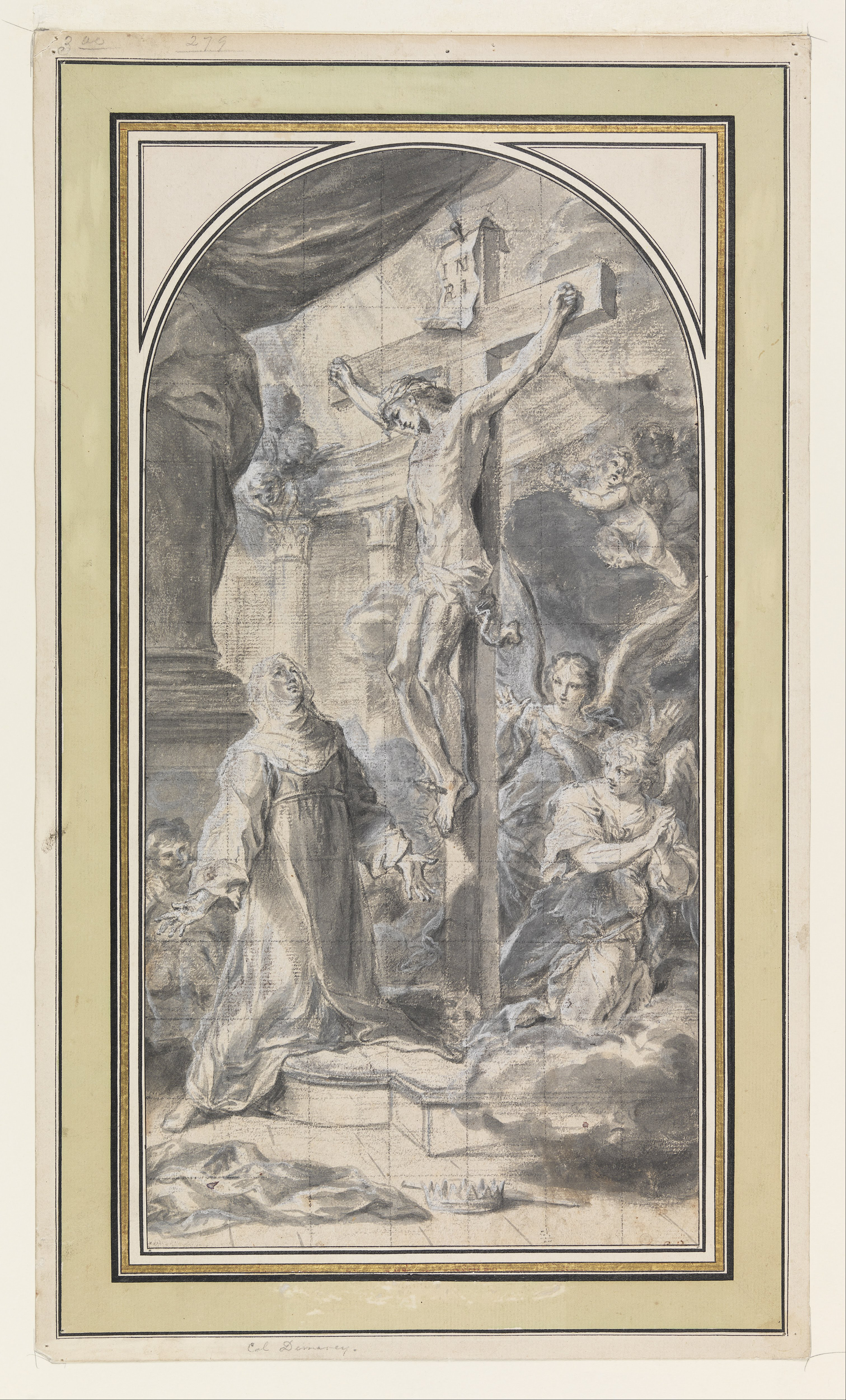
Dessin représentant une vision de la crucifixion, 1730, Cooper–Hewitt, Smithsonian Design Museum New York.